# Kulcs
Kulcs là một thị trấn thuộc hạt Fejér, Hungary. Thị trấn này có diện tích 16,73 km², dân số năm 2010 là 2616 người, mật độ 156 người/km².